# Ик-сакмарский говор
Ик-сакмарский — один из говоров южного диалекта башкирского языка. Носителями этого говора являются потомки южных башкир, которые в прошлом составляли племена бурзян, усерган, тангаур и кыпчак.
Для ик-сакмарского говора характерны некоторые особенности остальных говоров южного диалекта. В частности:
- Активное употребление спиранта h и отчасти глухого интердентального;
- Спорадическое выпадение сонорного Л в составе глаголов;
- Чередование звуков в слове рур-йур-тур^ур-дур;
- Соответствие Й-Н: йэмэ вместо нэмэ («что»);
- Наличие широкого О: шрау («вопрос»);
- Употребление начального Ç в некоторых словах: çалыy («класть»);
- Начальное П: песэн («сено»);
- Озвончение согласных в анлауте и инлауте: гэрер («честь, почёт»);
- Соответствие Д-Т: дYгэрэк («круглый»).

В ик-сакмарском говоре словом «бикә» обозначают старшую сестру мужа, термин «бикәс» означает золовку, младшую родственницу мужа по отношению к его жене.
Как писал Ф.С. Тикеев в книге «Башкирское языкознание: достижения прошлого и перспективы настоящего», в ик-сакмарском говоре обнаруживаются в терминах родства, скотоводства и других отраслей специфические диалектизмы, характерные для ногайского, каракалпакского, казахского, а также монгольских языков.

## Примечание
1. ↑  Языковая близость в системе родства сибирских татар и башкир / Н. С. Шакирова
2. ↑  Хисамитдинова, Ф. Г. Башкирское языкознание: достижения прошлого и перспективы настоящего / Ф. Г. Хисамитдинова // Проблемы востоковедения. – 2016. – № 4(74). – С. 24-29. – EDN XEPMKP.